# Tannheimer Berge
De Tannheimer Berge zijn een subgroep van de Allgäuer Alpen in het grensgebied tussen het Duitse Beieren en het Oostenrijkse Tirol. De bergketen is vernoemd naar de plaats Tannheim in het Tannheimer Tal in Tirol.
De hoogste bergtoppen in de keten zijn de Kellenspitze (2247 m) en de Gimpel (2176 m), die beide vanuit Nesselwängle in het Tannheimer Tal goed te bereiken zijn. Overige toppen zijn de Gehrenspitze (2163 m), de Rote Flüh (2111 m), de Schartschrofen (1968 meter) en de Schneidspitze (2009 m).
Steunpunten tijdens bergtochten in de Tannheimer Berge zijn de privaat beheerde berghutten Gimpelhaus en Füssener Hütte en de door de DAV beheerde Otto-Mayr-Hütte en Tannheimer Hütte.

Tannheimer Berge, kam van de Falkenstein, Hopfensee